# 6C busz (Nagykanizsa)
A nagykanizsai 6E jelzésű autóbusz a Városkapu körút és a Kiskanizsa, Temető megállóhelyek között közlekedik. A járatot a Volánbusz üzemelteti.

## Közlekedése
Csak munkanapokon és szombaton közlekedik, a reggeli, illetve a délelőtti időszakban.

## Útvonala
| Kalmár utca felé | Városkapu körút felé |
| --- | --- |
| Városkapu körút – Zemplén Győző utca – Kazanlak körút – Rózsa utca – Hevesi Sándor utca – Balatoni utca – Fő út – Király utca – Kalmár utca – Templom tér – Kiskanizsa, Temető | Kiskanizsa, Temető – Templom tér – Kalmár utca – Király utca – Fő út – Balatoni utca – Hevesi Sándor utca – Rózsa utca – Kazanlak körút – Zemplén Győző utca – Városkapu körút |

## Megállóhelyei
Az átszállási kapcsolatok között a 6-os, 6A és 6Y buszok nincsenek feltüntetve!
| 0  | Városkapu körút  | 12 | 4, 14, 14C, 14Y, C3, C9, C33, C91                                    | |
| 2  | Rózsa utca       | 10 | 4, 14, 14C, 14Y, C9, C33, C91                                        | Hevesi Óvoda |
| ∫  | Szolgáltatóház   | 9  | 4, 14, 14C, 14Y, C9, C91                                             | Hevesi Óvoda, Hevesi Sándor Általános Iskola                                                                                         |
| 5  | Balatoni utca    | 8  | 20Y, 21Y, C3, C91                                                    | |
| 7  | Eötvös tér       | 6  | 4, 10, 10Y, C3                                                       | Okmányiroda, Járási Hivatal, Hevesi Sándor Művelődési Központ, Nemzeti Adó- és Vámhivatal, Kálvin téri református templom            |
| 9  | Deák tér         | 4  | 4, 10, 10Y, C3                                                       | Jézus Szíve templom |
| 10 | Dél-Zalai Áruház | 3  | 4, 8, 8Y, 10, 10Y, 18, C3                                            | Városháza, Helyközi autóbusz-állomás, Dél-Zalai Áruház, Rendőrkapitányság, Járásbíróság, Bolyai János Általános Iskola, Erzsébet tér |
| 12 | Kalmár utca      | 0  | 2, 4A, 4Y, 8, 8Y, 10, 10Y, 16, 18, 20, 20Y, 21, 21E, 21Y, C3, C5, C7 | Helyközi autóbusz-állomás, Vásárcsarnok, Kanizsa Plaza, Bolyai János Általános Iskola                                                |